# Пилипенко, Александр Васильевич (художник)
Александр Васильевич Пилипенко (род. 5 февраля 1960, Магадан) — советский и российский художник.

## Биография
Родился 5 февраля 1960 г. в Магадане. Окончил Магаданскую детскую художественную школу. В 1982 году по окончании художественно-графического факультета Хабаровского государственного педагогического института вернулся в Магадан. Будучи студентом, активно взаимодействовал с театром пантомимы «Триада» Вадима Гоголькова.
С 1985 по 1991 год работал в Магаданских художественно-производственных мастерских Художественного фонда РСФСР. С 1984 по 1991 г. — член объединения молодых художников и искусствоведов при Союзе художников СССР.
Участник всесоюзных, всероссийских, зональных, областных и городских выставок с 1982 года. Работы были отмечены на выставках Приморской государственной картинной галереи «Город северного ветра» и во время V Восточного экономического форума, где «Мадонна» Пилипенко соседствовала с картиной Сандро Боттичелли «Мадонна делла Лоджиа» из галереи Уффици.
С 1994 по начало 1997 г. Пилипенко — председатель правления Магаданской областной организации Союза художников РФ.
Лауреат премии губернатора Магаданской области в области культуры и искусства за 2015 г. в номинации «Изобразительное искусство».

В 2000 году оформил последнюю прижизненную книгу стихов магаданского поэта Анатолия Пчелкина «Непогодь».
Сотрудничает с магаданским издательством «Охотник», иллюстрируя его книги. В 2015 г. издательство выпустило альбом-каталог «Александр Пилипенко: живопись, графика».
Работы художника хранятся в Сахалинском региональном художественном музее, Магаданском областном краеведческом музее, областной библиотеке имени А. С. Пушкина, частных собраниях в стране и за рубежом.

## Творчество
Рисунки Александра Пилипенко обратили на себя внимание в 1966 году: детскую иллюстрацию к «Сказке о царе Салтане» опубликовали в «Мурзилке» и представили на международной художественной выставке в Индии.
Художник создает живописные полотна в стиле романтического сюрреализма. Главная тема творчества — человеческие взаимоотношения, отношения между мужчиной и женщиной.
Среди его работ: «Флер», «Кентавр. Метаморфозы», «Прогулка», «Клетка», «Импровизация», «Моя черепаха», «Птица», «Лица и крылья», серия «Берингия».
 В роли книжного графика Александр Пилипенко демонстрирует способность тонко чувствовать слово. Создаваемые им  иллюстрации оригинальны, но при этом послушно следуют за мыслью, вербальными образами поэта или журналиста...
Кажется живописцу и графику Александру Пилипенко многое в профессии подвластно: интриговать и увлекать сюжетами, забавлять костюмированными сценками и просвещать историзмом, создавать иллюстрации, способствующие возникновению особого притяжения к стихам земляков-поэтов. Приближать далекое, чтобы понимали и помнили, отодвигать близкое, чтобы заметили, — чтобы не «лицом к лицу».
Наталья Левданская, искусствовед